# Кисиль, Руслан Сергеевич
Руслан Сергеевич Кисиль (укр. Руслан Сергійович Кисіль; род. 23 октября 1991, Новодонецкое, Донецкая область) — украинский футболист, полузащитник

## Биография
Начал заниматься футболом в молодёжной академии «Шахтёра». В 2007 году начал играть за «Шахтёр-3» во второй лиге. За три сезона провёл 35 матчей и забил 7 мячей. В сезоне 2010/11 Кисиль был вызван в расположение первой команды горняков и провёл 8 игр за дубль. В следующем сезоне на его счету уже было 22 матча и 5 голов.
Летом 2012 года стал футболистом мариупольского «Ильичёвца». В сезоне 2012/13 провёл 4 игры и сыграл лишь 53 минуты. Сезон 2013/14 Кисиль начинал также в глубоком запасе. За этот сезон также сыграл 4 матча, выходя на замены и провёл 51 минуту. Сезон 2014/15 начинал в «Ильичёвце», сыграл за полгода лишь один раз; зимой подписывать новое соглашение не стал.
В начале 2015 года Кисиль перешёл в черниговскую "Десну. Следующий сезон начал как основной нападающий. За последующие полгода отыграл 15 матчей, забил два гола. 17 января 2016 года стало известно, что контракт был разорван по согласию сторон.
22 января было объявлено о возвращении футболиста в «Ильичёвец», который ставил задачу по возвращении в элитный дивизион страны. По итогам сезона «Ильичёвец» занял 4 место. На сезон 2016/17 новым главным тренером был назначен Александр Севидов. Кисиль оформил первый покер в своей карьере в матче 7 тура против «Сум» (5:1). По итогам сезона сыграл 32 матча во всех турнирах, забил 17 мячей и отдал 4 голевые передачи. «Мариуполь» занял первое место и вернулся в премьер-лигу.
В начале 2018 года подписал полуторагодичный контракт с донецким «Олимпиком». За полгода сыграл 12 матчей, забил один гол и отдал две голевые передачи.
1 сентября 2018 года присоединился к «Десне». 5 октября 2018 года подписал контракт с «Колосом». 1 января 2019 года было объявлено о расторжении контракта.
1 июля 2019 года подписал контракт с «Балтикой».

## Достижения
- Победитель Первой лиги Украины: 2016/17